# Agah Hün
Agah Hün (1918, Estambul, Turquía - 24 de julio de 1990, Estambul, Turquía) fue un actor turco.

## Trivia
- Hermano de Hadi Hün.

## Filmografía

### Actor
- Yavuz Sultan Selim Agliyor (1952)
- Halici Kiz (1953)
- Sevdigim Sendin (1955)
- Kadin Severse (1955)
- O Günden Sonra (1958)
- Kanli Degirmen (1959)
- Yak Bir Sigara (1960)
- Bir Yavrunun Gözyaslari (1960)
- Sahane Kadin (1961)
- Hazreti Ömer'in Adaleti (1961)
- Akasyalar Açarken (1963)
- Hazreti Yusuf'un Hayati (1965)
- Seytan (1974)
- "Küçük Aga" (1983)
- Dugun - Die Heirat (1993)

### Director
- Sevdigim Sendin (1955)
- Meçhul Kahramanlar (1958)
- Kanli Degirmen (1959)
- Ben Kahbe Degilim (1959)
- Yak Bir Sigara (1960)
- Öldür Beni (1963)

### Escritor
- Üç Kursun (1959)
- Ben Kahbe Degilim (1959)
- Yak Bir Sigara (1960)
- Sonbahar Yapraklari (1962)
- Öldür Beni (1963)

- Datos: Q8191244
- Multimedia: Agah Hün / Q8191244